# Карл фон Геминген (1804 – 1885)
Карл Фридрих Франц Дитрих фон Геминген (на немски: Karl Friedrich Franz Dietrich von Gemmingen-Guttenberg-Fürfeld; * 16 февруари 1804 в Щутгарт; † 13 юни 1885 в Щутгарт) е фрайхер от род Геминген в Баден-Вюртемберг от „2. Щутгартския под-клон“ на 2. клон (Гутенберг и Фюрфелд). Той е оберамт-съдия в Гайлдорф и Хайлброн, през 1866 г. става четвъртият почетен гражданин на Хайлброн.
Той е син на Карл Лудвиг Дитрих фон Геминген (1772 – 1825) и съпругата му фрайин Хенриета фон Берлихинген-Ягстхаузен (1780/1782 - 1862), дъщеря на фрайхер Райнард Готфрид фон Берлихинген и фрайин Ернестина фон Хелмщат. Брат е на Франц Карл Вилхелм Дитрих (1809 – 1882).
Карл фон Геминген посещава гимназия в Щутгарт, от 1821 г. следва в Тюбинген и завършва следването си в Хайделберг. През 1827 г. работи в Безигхайм. През 1828/1829 г. той прави научни проучвания във Франция, Белгия и Дания. През 1835 г. работи в съда в Еслинген, 1839 г. в Гайлдорф и става там 1840 г. главен съдия. Като такъв той се мести в Хайлброн. Там е член на „обществото Гресле“. През 1862 г. е награден с рицарския кръст на ордена Фридрих. През 1866 г. той се пенсионира. Същата година той става почетен гражданин на Хайлброн. Като пенсионер той живее в Щутгарт, където умира през 1885 г.
Карл фон Геминген прави дарения във Фюрфелд, резиденцията на фамилията. През 1847 г. дарява 1 000 гулден за бедните и 250 гулден за раздаване на библии. През 1857 г. той дава 50 гулден на индустриалното училище. През 1871/1873 г. той построява Евангелската църква Фюрфелд, дарява заедно с брат си Франц (1809 – 1882) и братовчед му Ернст фон Геминген (1816 – 1876) една стъклена картина за прозорец, една сребърна кана и мрежа за защита на прозореца.

## Фамилия
Карл фон Геминген се жени на 12 юли 1835 г. в Ротвайл, Брайзгау с фрайин Беатрикс фон Фаненберг (* 7 април 1812, Фройденщат; † 10 април 1898, Щутгарт), дъщеря на фрайхер Егид фон Фаненберг и фрайин Амалия Валбурга фон Баден. Те имат децата:
- Карл Лудвиг Дитрих (1836 – 1837)
- Александер Франц Дитрих (* 28 декември 1838, Есинген; † 5 октомври 1913, Щутгарт, вюртембергски горски служител и камерхер, женен на 21 септември 1869 г. в Ращат с фрайин Хедвиг фон Дегенфелд-Нойхауз (* 22 декември 1845, Карлсруе; † 14 февруари 1903, Щутгарт); родители на:
  - Беатрикс Августа Амалия Луиза Франциска (1871 – 1957)
  - Карл Алфред Франц Дитрих (1877 – 1962)
  - Дитрих Алфред Александер Йоханес (1879 – 1955)
- Елиза Хенриета (1841 – 1844)
- Вилхелм (1842 – 1843)
- Хенриета София Амалия (* 1845), омъжена с Алберт фон Юкскюл-Гиленбанд
- Алфред Карл Франц (1848 – 1868), умира на 20 години от болно сърце